# Прокошев, Василий Николаевич
Васи́лий Никола́евич Про́кошев (10 января 1903 — 1977) — советский биолог, агроном, доктор сельскохозяйственных наук (1950), профессор Пермского сельскохозяйственного института, заслуженный деятель науки РСФСР (1965). Крупный учёный в области сельскохозяйственной науки России и Предуралья. С его именем связано развитие агрономической науки в Прикамье с 1920-х годов до настоящего времени.

## Биография
Родился 10 января 1903 года в с. Черновском Никольского уезда Вятской губернии.
- в 1925 — окончил агрономический факультет Пермского университета.
- с 1926 — работал научным сотрудником Пермской опытной станции.
- в 1928 — назначен директором Соликамской опытной станции калийного комбината.
- в 1937 — защитил кандидатскую диссертацию на тему «Яровая пшеница в северном Предуралье».
- в 1945 — избран на должность заведующего кафедрой растениеводства Молотовского сельскохозяйственного института.
- в 1950—1959 — год был проректором института по научной работе.
- в 1950 — защитил докторскую диссертацию на тему «Повышение плодородия песчаных и супесчаных почв дерново-подзолистого типа».
- в 1951 — утвержден в звании профессора.
- в 1965 — присвоено звание «Заслуженный деятель науки РСФСР».

Избирался депутатом Соликамского районного и Пермского областного Советов депутатов трудящихся. Умер в 1977 году.

## Награды
- «Заслуженный деятель науки РСФСР» (1965)
- орден Трудового Красного Знамени
- медаль «За доблестный труд в Великой Отечественной войне 1941—1945 гг.»
- премия им. И. В. Мичурина

## Память
В его честь правительством Пермского края учреждена научная премия по проблемам сельскохозяйственных наук и биологии.
- Премия имени Василия Николаевича Прокошева

В 1978 году Соликамской опытной сельскохозяйственной станции калийного комбината (Соликамск, с экспериментальной базой в поселке Опытное Поле, расположенном за деревней Тюлькино на правом берегу Камы) было присвоено имя В. Н. Прокошева.

## Основные работы
- К вопросу об организации Соликамского опытного поля… [Текст]. — Свердловск : тип. Уралоблсоюза, 1927. — 8 с.;
- Что нужно знать о Соликамских калийных залежах и о калийном удобрении [Текст] / В. Н. Прокошев. — Москва ; Свердловск : Сельхозгиз, 1930. — 32 с. вкл. ил.; 16 см.
- За известкование [Текст] : (Краткое наставление по известкованию для колхозников Предуралья) / В. Прокошев. — Свердловск ; Москва : Гос. изд-во. Урал. обл. отд-ние, 1931 (Свердловск : тип. «Гранит»). — 28 с.;
- Главнейшие достижения Соликамской сельскохозяйственной опытной станции Калийного треста за 1929 и 1930 гг. [Текст] : (Памятка для колхозников-экскурсантов в 1931 г.) / В. Прокошев, А. Брызгалов. — Соликамск : Соликамск. с./х. опыт. станция, 1931 (тип. «Уралполиграфа»). — 33 с.;
- Где и как вносить соликамский сильвинит [Текст] : [Применительно к нечернозёмным районам Урала] / В. Прокошев ; Минудобр. Урал. отд-ние. — Свердловск ; Москва : Уралогиз, 1932 (Свердловск : тип. Огиза). — Обл., 22, [2] с.;
- Соликамские калийные соли на поля колхозов и совхозов [Текст] : Краткое наставление по применению калийных удобрений со включением сведений о соликамск. калийных залежах для рабочих совхозов и колхозов нечернозёмной полосы / В. Н. Прокошев ; С предисл. управляющего Всес. калийным объединением т. Цифриновича ; Союзкалий — Соликамск. опыт. станция. — Свердловск ; Москва : Уралогиз, 1932 (Свердловск : тип. тр. Полиграфкнига). — Обл., 103 с.
- Томаты на Север! [Текст] : По результатам опытов и наблюдений Соликамск. опыт. станции / В. Прокошев, М. Брызгалов. — Свердловск ; Москва : Урал. обл. изд-во, 1932 (Свердловск : тип. Огиза). — Обл., 53, [2] с., включ. тит. л. : ил.;
- Агроправила по применению соликамских калийных удобрений в весеннюю посевную кампанию 1933 года [Текст] / В. Прокошев; «Союзкалий». Соликамск. с.-х. опыт. станция. — Свердловск ; Москва : Урал. обл. гос. изд-во, 1933 (Свердловск : тип. тр. Полиграфкнига). — 27, [2] с., 2 с. объявл.;
- За высокий урожай яровой пшеницы [Текст] / Сост. В. Н. Прокошев, науч. руководитель Опыт. станции; [Предисл.: Н. Бусыгин]. — Березники : тип. изд-ва газ. «Ударник», 1936. — 24 с., без тит. л., 1 с. «Содержание» на обл.; 21х15 см. — (В помощь бригадиру/ НКЗ РСФСР. Район. зем. отд. Ворошиловск. райисполкома и Соликамск. с.-х. опыт. станция Камейного комбината).
- Пшеница в Северном Предуралье [Текст] / В. Н. Прокошев, В. И. Ботов ; Под общ. ред. В. Н. Прокошева ; НКТП. Соликамск. с.-х. опыт. станция калийного комбината… — Соликамск ; Березники : Соликамск. с.-х. опыт. станция, 1936 ([Березники] : тип. изд-ва газ. «Ударник»). — Обл., тит. л., 136 с., 7 вкл. л. ил., табл.;
- За 20 тонн картофеля с гектара [Текст] / Сост. В .Н. Прокошев, науч. руководитель Опыт. станции ; НКЗ РСФСР. Район. зем. отд. Ворошиловск. райисполкома и Соликамск. с.-х. опыт. станция Калийного комбината. — Березники : Ворошиловск. райисполком, 1936 (тип. изд-ва газ. «Ударник»). — Обл., 24 с., без тит. л.;
- За высокие урожаи на песчаных почвах Севера [Текст]. — Березники : [б. и.], 1941. — 26 с.; 17 см. — (Участник Всесоюзной сельскохозяйственной выставки / Соликамская с.-х. опыт. станция калийного комбината; 1939-40 гг.).
- Клевер и тимофеевка [Текст] : Из опыта передовиков сел. хозяйства Молотовск. обл. / В. Н. Прокошев, канд. наук, доц. — [Молотов] : Молотовгиз, 1947 (тип. № 8 треста «Полиграфкнига»). — 19 с.;
- Зерновые культуры [Текст] : Из опыта передовиков сел. хозяйства Молотовск. обл. / В. Н. Прокошев, канд. наук, доц. — [Молотов] : Молотовгиз, 1947 (тип. № 8 треста «Полиграфкнига»). — 35 с.;
- Руководство по применению удобрений в Молотовской области [Текст] / В. Н. Прокошев, М. П. Петухов. — [Молотов] : Молотовгиз, 1948 (тип. № 8 треста «Полиграфкнига»). — 191 с.
- Агротехника картофеля в Молотовской области [Текст] / В. Н. Прокошев, Н. И. Быков. — [Молотов] : Молотовгиз, 1948 (тип. № 8 треста «Полиграфкнига»). — 68 с. : ил.;
- Беседы о травопольной системе земледелия [Текст] / В. Н. Прокошев. — [Молотов] : Молотовгиз, 1949 (8-я тип. Главполиграфиздата). — 64 с.;
- Повышение плодородия песчаных и супесчаных почв дерново-подзолистого типа [Текст] / Акад. наук СССР. Почв. ин-т им. В. В. Докучаева. — Москва : Изд-во Акад. Наук СССР, 1952. — 443 с.,
- Полевые культуры Молотовской области [Текст] / В. Н. Прокошев, проф. д-р с.-х. наук. — Молотов : Кн. изд-во, 1954. — 424 с. : ил.;
- Эффективность применения калийных удобрений в основных зонах СССР [Текст] : (Доклад д-ра с.-х. наук проф. В. Н. Прокошева). — Москва : [б. и.], 1957. — 24 с.; 20 см. — (Доклады/ М-во сельского хозяйства СССР. Совещание по вопросам наиболее эффективных способов использования минер., органич. и бактер. удобрений. Май 1957 г.).
- Кукуруза на силос в Пермской области [Текст] / В. Н. Прокошев, д-р с.-х. наук проф. — Пермь : [б. и.], 1961. — 29 с.; 20 см. — (Материал в помощь лектору/ Перм. обл. отд-ние О-ва по распространению полит. и науч. знаний. Перм. обл. отд-ние Науч.-техн. о-ва сел. и лесного хозяйства)
- Вопросы земледелия, растениеводства и защиты растений [Текст] : [Сборник статей] / [Ред. проф. В. Н. Прокошев и доц. К. Ф. Калмыков]. — Пермь : [б. и.], 1965. — 274 с. : ил.; 22 см. — (Труды/ М-во сел. хозяйства СССР. Перм. гос. с.-х. ин-т им. акад. Д. Н. Прянишникова; Т. 28).
- Калийные соли и их применение [Текст] / Зап.-Уральский совнархоз. Производ. объединение «Уралкалий». — Пермь : Кн. изд-во, 1965. — 39 с., 2 л. ил. : ил.;
- Сельское хозяйство Пермской области за пятьдесят лет [Текст] : Материал в помощь лектору / В. Н. Прокошев заслуж. деятель науки РСФСР, Ф. И. Зернин заслуж. агр. РСФСР. — Пермь : [б. и.], 1967. — 33 с.; 28 см. — (Навстречу 50-летию Великого Октября/ Перм. обл. организация о-ва «Знание». Перм. обл. правл. Науч.-техн. о-ва сел. хоз-ва).
- Полевые культуры Предуралья [Текст]. — Пермь : Кн. изд-во, 1968 [вып. дан. 1969]. — 365 с., 2 л. ил. : ил.;
- Производство зерна — главная задача тружеников сельского хозяйства [Текст] : (Материал для лекции) / В. Н. Прокошев, д-р с.-х. наук, проф. ; Перм. обл. организация о-ва «Знание». Перм. обл. отд-ние НТО сел. хоз-ва. Перм. с.-х. ин-т им. Д. Н. Прянишникова. — Пермь : [б. и.], 1970. — 22 с.;

В качестве редактора
- Передовой опыт в сельском хозяйстве Молотовской области [Текст] : По материалам обл. с.-х. выставки / (Общ. ред. проф. В. Н. Прокошева]. — Молотов : Кн. изд-во, 1955. — 96 с. : ил.; 20 см. — (Опыт передовиков).
- Новое в сельскохозяйственной науке и практике [Текст] : Сборник статей… / Отв. ред. проф. В. Н. Прокошев ; Науч.-техн. о-во сельского и лесного хозяйства. Перм. обл. правл. — Пермь : Кн. изд-во, 1956—1959. — 3 т.;
- Новое в сельскохозяйственной науке и практике [Текст] : [Сборник статей] : [В 4 ч.] / Науч.-техн. о-во сел. и лесного хозяйства. Перм. обл. правл. ; [Редколлегия: … В. Н. Прокошев (отв. ред.) и др.]. — Пермь : Кн. изд-во, 1963. — 4 т.;
- Основы сельского хозяйства [Текст] : [Для с.-х. техникумов по экон. специальностям] / В. Н. Прокошев, В. Н. Степанов, А. В. Гоганов и др. ; Под ред. проф. В. Н. Степанова. — Москва : Сельхозиздат, 1962. — 559 с., 1 л. ил. : ил.; 27 см. — (Учебники и учебные пособия для сельскохозяйственных техникумов).
- Новое в сельском хозяйстве Предуралья [Текст] : [Сборник статей] / Науч.-техн. о-во сел. хозяйства. Перм. обл. правл. ; [Редколлегия: … В. Н. Прокошев (отв. ред.) и др.]. — Пермь : Кн. изд-во, 1964. — 4 т.; 22 см.
- Основы земледелия [Текст] : [Для неагр. специальностей] / В. Н. Прокошев, Г. А. Глумов, А. В. Гоганов и др. ; Под общ. ред. проф. В. Н. Прокошева. — Москва : Колос, 1966. — 416 с. : ил.;
- Резервы зернового поля [Текст] / Н. Корляков, В. Макарова, М. Орлов, С. Русинов; [Науч. ред. засл. деят. науки РСФСР, проф. В. Н. Прокошев]. — Пермь : Кн. изд-во, 1972. — 194 с.; 17 см. — (Проблемы сельского хозяйства Западного Урала).
- Вопросы растениеводства [Текст] : [Сборник статей] / [Ред. проф. В. Н. Прокошев]. — Пермь : [б. и.], 1969. — 20 с.; 21 см. — (Труды/ М-во сел. хоз-ва СССР. Перм. гос. с.-х. ин-т им. акад. Д. Н. Прянишникова; Т. 51).
- Агрономия с основами ботаники [Текст] : [По специальностям «Зоотехния» и «Ветеринария»] / В. Н. Прокошев, Г. А. Глумов, Н. А. Корляков. — Москва : Колос, 1973. — 447 с. : ил.; 22 см. — (Учебники и учебные пособия для высших сельскохозяйственных учебных заведений)
- Калийные удобрения на легких почвах Предуралья [Текст] / Под ред. засл. деят. науки РСФСР, д-ра с.-х. наук, проф. В. Н. Прокошева и канд. с.-х. наук Г. Н. Беляева. — Пермь : Кн. изд-во, 1975. — 339 с. : ил.; 20 см. — (Труды/ Уральс. калийный комбинат Уралкалий. Соликам. с.-х. опытная станция; Т. 4).